# Grupo Feminista Renovación
Grupo Feminista Renovación, engelskt namn Feminist Group Renovation (FGR) var en kvinnoförening i Panama, grundad 1922.

## Historik
Panama frigjorde sig från Colombia med USA:s hjälp 1903 och stod genom Panamakanalen under inflytande från USA, vilket influerade även kvinnor i Panama, gav dem större tillgång till utbildning än i den övriga regionen och influerade fram en tidig kvinnorörelse. Sedan Federation of Women's Club of the Canal bildats 1907 växte det fram inhemska samhällsengagerade kvinnoklubbar som så småningom organiserade sig i en aktiv kamp för kvinnors rättigheter i form av FGR.
1922 grundades Feminist Group Renovation (FGR) av Panamas första kvinnliga advokat Clara Gonzalez, Sara Sotillo, Enriqueta Morales, Elida Campodónico de Crespo och Sara María Barrera. Den samarbetade med den grupp för yrkesskolor för kvinnor som samma år grundades av Julia Palau. Den omvandlades 1923 Partido Nacional Feminista (PNF) (Feminist National Party), Latinamerikas första feministparti och hade ett samarbete med den amerikanska kvinnorörelsen. Den har kallats Panamas första feministiska förening och verkade för kvinnors ekonomiska självständighet och jämställdhet med män i rättigheter och ansvar inför lagen.
FGR verkade för bland annat kvinnlig rösträtt, jämsides med “Sociedad Nacional para el Progreso de la Mujer’’ (National Society for the Progress of Women) under Esther Neira de Calvo.
1941 års konstitution godkände lokal rösträtt för litterata kvinnor i Panama och dekret No. 12 av den 2 februari 1945 tillät både män och kvinnor att rösta i valet det året, då de första kvinnorna, Esther Neira de Calvo och Gumersinda Paez, valdes in i parlamentet: kvinnlig rösträtt infördes sedan formellt i 1946 års konstitution, vilket gjorde Panama till det första landet i Centralamerika som införde reformen.